# Die verkaufte Braut (1932)
Die verkaufte Braut ist eine von Max Ophüls 1932 gedrehte Verfilmung der Komischen Oper Die verkaufte Braut von Bedřich Smetana. Diese Produktion war die erste Filmoper.

## Handlung
1859 auf einem Kirchweihfest in Böhmen. Der Heiratsvermittler Kezal will die Bürgermeisterstochter Marie an Wenzel, den Sohn des reichen Micha, verkuppeln. Marie verliebt sich aber in den Postkutscher Hans und versteckt sich mit ihm im Trubel des Kirchweihfestes.
Unterdessen ist der Wanderzirkus Brummer eingetroffen, und Wenzel hat ein Auge auf die Artistin Esmeralda geworfen, Zirkusdirektor Brummers Pflegetochter. Die Eltern von Marie und Wenzel sind mit dieser Entwicklung unzufrieden. So wird Marie in ihr Zimmer eingesperrt, und der Zirkus erhält vom Bürgermeister keine Erlaubnis zur Vorstellung.
Kezal bietet Hans 300 Gulden, wenn er auf Marie verzichtet, und als er das Geld annimmt, spricht sich herum, er habe seine Braut verkauft. Die gedemütigte Marie ist nun bereit, Wenzel zu heiraten. Hans hat das Geld aber nur angenommen, weil es der Zirkus braucht, um spielen zu dürfen. Als ein Zirkusbär ausbricht und Hans Marie vor ihm rettet, kommt alles wieder ins Lot. Die Eltern geben ihr Einverständnis, Wenzel bekommt Esmeralda, und selbst Kezal erhält seine Auslagen doppelt zurückerstattet.

## Hintergrund
Gedreht wurde vom 16. Mai 1932 bis in den Juni 1932 in der Umgebung von München und in den Emelka-Studios in München-Geiselgasteig. Um eine möglichst wirklichkeitsnahe Kirchweihatmosphäre zu schaffen, wurden echte Jahrmarktsleute engagiert, die mit ihren Familien nach Geiselgasteig kamen. Karl Valentin ist, unterstützt von Liesl Karlstadt, in seinem ersten Tonfilm zu erleben, und Beppo Brem hatte in einer stummen Rolle seinen ersten Filmauftritt überhaupt. 
Mit der Reklame „Erster Operntonfilm – Welturaufführung“ wurde der Film am 18. August 1932 in München und am 2. September 1932 in Berlin gestartet. Das Publikum nahm den Film mit großem Beifall auf. Das temporeiche, mit vielen Freilandaufnahmen durchsetzte und stark musikalisch geprägte Werk bedeutete für den bis dahin kaum bekannten Max Ophüls den Durchbruch als Regisseur.

## Kritiken
„Die parodistische und schwungvolle Inszenierung führte ein aus Opernstars und Volksschauspielern bestehendes Ensemble zusammen. Dem Zusammenprall dieser unterschiedlichen Welten verdankt das Lustspiel seine Lebendigkeit und Komik.“

„Ophüls inszenierte schwungvoll, locker, parodistisch […] Der Film setzte ästhetische Maßstäbe für ein neues Genre, den Opernfilm.“

„In leichter Akzentverschiebung adaptierte Version von Smetanas gleichnamiger komischer Oper, die in erster Linie vom virtuosen Einsatz der Kamera, der Natürlichkeit der Szenerie, der ironischen Würze und den komödiantischen Auftritten Karl Valentins lebt. Von großem Reiz auch die gelungene Umsetzung der Musik in filmische Bildkompositionen.“